# Borowa (gmina)
Borowa – gmina wiejska w województwie podkarpackim, w powiecie mieleckim. W latach 1975–1998 gmina położona była w województwie rzeszowskim.
Siedziba gminy to Borowa.
Według danych z 30 czerwca 2005 gminę zamieszkiwało 5619 osób.

## Historia
Pierwsze ślady osadnictwa pochodzą z mezolitu, zaś w materiałach piśmiennych Borowa wzmiankowana była po raz pierwszy w roku 1257, kiedy to panujący w dzielnicy Małopolska krakowski i sandomierski książę Bolesław V Wstydliwy podarował tę wieś klaryskom z klasztoru w Zawichoście. W 1338 roku została utworzona parafia w Borowej. W XV wieku właścicielami wsi byli kolejno Jan Cebrowski herbu Ołobok, a od 1506 roku Feliks Borowski z rodu Skarbków. Ta rodzina władała Borową przez trzy wieki. Obecny kościół, który był pierwotnie drewnianą świątynią pod wezwaniem Św. Jakuba, został wzniesiony z fundacji właścicielki Józefy Skarbek – Borowskiej w 1893 roku. Pierwsza wzmianka o szkole parafialnej pochodzi z 1595 roku. Rozwój osadnictwa na obszarze gminy Borowa do połowy XVII wieku był zróżnicowany, co uzależnione było w dużym stopniu od przebiegu szlaku handlowego, biegnącego doliną Wisłoki, i łączącego Sandomierz i Wiślicę z Węgrami.
Z dziejów Borowej dowiadujemy się, że obszar ten był często nawiedzany przez powodzie, pożary i epidemie. Klęski te z pewnością hamowały rozwój wsi i okolic. Pod koniec XIX wieku podjęto budowę wałów przeciwpowodziowych, co w rezultacie ograniczyło groźbę zalewania Borowej i okolicznych wiosek.
Historia i materiały źródłowe mówią o licznych wydarzeniach historycznych, które dokonywały się na obszarze obecnej gminy. Po 1783 roku zaczęli osiedlać się koloniści austriaccy i to oni założyli kolonię Schonanger (od 1945 Orłów). W okresie powstań narodowych w latach 1831 i 1863 okolice Borowej i Górek stanowiły punkty przerzutu broni i ochotników z Galicji do Królestwa. W czasie I wojny światowej na terenach obecnych miejscowości gminy toczone były ciężkie walki, sama Borowa była okupowana przez wojska rosyjskie. Na 20. rocznię odzyskania przez Polskę niepodległości mieszkańcy zasadzili pamiątkowe drzewa – dęby wolności. Do czasów obecnych zachowały się trzy takie drzewa. Jeden dąb rośnie w Pławie, a dwa w Borowej i są nie tylko żywą kartą historii, ale także pięknymi okazami w istniejącym drzewostanie. W czasie ostatniej wojny działały tu oddziały AK i BCH. Pod koniec okupacji hitlerowskiej Borowa została zbombardowana przez Niemców, w miejscu tego tragicznego wydarzenia, w centrum Borowej został wybudowany pomnik oddający cześć ofiarom wojny.
Okres powojenny gminy i jej mieszkańców związany był z rozwojem przemysłu w Mielcu.

## Struktura powierzchni
Według danych z roku 2005 gmina Borowa ma obszar 55,47 km², w tym:
- użytki rolne: 81%
- użytki leśne: 1%

Powierzchnia gminy stanowi 6,3% powierzchni powiatu.

## Demografia

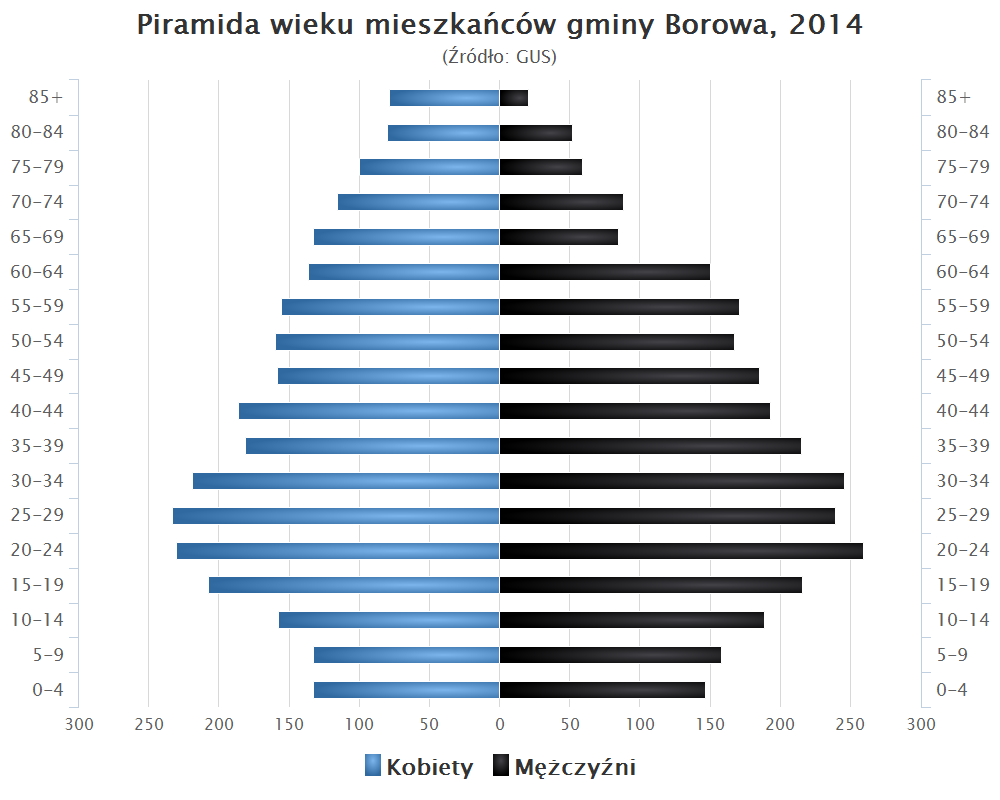
Piramida wieku mieszkańców gminy Borowa w 2014 roku

Dane z 30 czerwca 2005:
| Opis                              | Ogółem | Ogółem | Kobiety | Kobiety | Mężczyźni | Mężczyźni |
| --------------------------------- | ------ | ------ | ------- | ------- | --------- | --------- |
| jednostka                         | osób   | %      | osób    | %       | osób      | %         |
| populacja                         | 5619   | 100    | 2800    | 49,8    | 2819      | 50,2      |
| gęstość zaludnienia (mieszk./km²) | 101,5  | 101,5  | 50,5    | 50,5    | 50,8      | 50,8      |

## Budżet
Rysunek 1.1 Dochody ogółem w Gminie Borowa w latach 1995-2010 (w zł)
| WYSZCZEGÓLNIENIE               | J. m. | ROK         | ROK         | ROK          | ROK          | ROK         | ROK         | ROK         | ROK         | ROK         | ROK         | ROK         | ROK           | ROK           | ROK           | ROK           | ROK           |
| WYSZCZEGÓLNIENIE               | J. m. | 1995        | 1996        | 1997         | 1998         | 1999        | 2000        | 2001        | 2002        | 2003        | 2004        | 2005        | 2006          | 2007          | 2008          | 2009          | 2010          |
| ------------------------------ | ----- | ----------- | ----------- | ------------ | ------------ | ----------- | ----------- | ----------- | ----------- | ----------- | ----------- | ----------- | ------------- | ------------- | ------------- | ------------- | ------------- |
| Dochody ogółem                 | zł    | 1 552 921,- | 3 950 054,- | 11 527 296,- | 10 884 436,- | 7 802 222,- | 6 207 318,- | 7 062 659,- | 7 080 032,- | 7 211 890,- | 7 830 639,- | 8 827 612,- | 11 180 435,21 | 11 380 063,74 | 12 542 086,63 | 13 320 888,51 | 17 079 411,49 |
| ZNAK                           | ±     | –           | +           | +            | –            | +           | –           | –           | –           | –           | –           | +           | +             | –             | –             | –             | +             |
| Nadwyżka/deficyt budżetowa(-y) | zł    | 16 045,-    | 183 046,-   | 540 960,-    | 559 476,-    | 608 149,-   | 20 357,-    | 436,-       | 598 323,-   | 353 381,-   | 35 752,-    | 51 261,-    | 1 665 387,89  | 75 331,34     | 381 942,84    | 271 043,37    | 2 701 966,56  |
| ZNAK                           | Σ     | =           | =           | =            | =            | =           | =           | =           | =           | =           | =           | =           | =             | =             | =             | =             | =             |
| Wydatki ogółem                 | zł    | 1 536 876,- | 4 133 100,- | 12 068 256,- | 10 324 960,- | 8 410 371,- | 6 186 961,- | 7 062 223,- | 6 481 709,- | 6 858 509,- | 7 794 887,- | 8 878 873,- | 12 845 823,10 | 11 304 732,40 | 12 160 143,79 | 13 049 845,14 | 19 781 378,05 |

Rysunek 1.2 Wydatki ogółem w Gminie Borowa w latach 1995-2010 (w zł)

Według danych z roku 2010 średni dochód na mieszkańca wynosił 3 063,57 zł (tj. – stan na 31 XII; przy 3 057,54 zł w zestawieniu na 30 VI); jednocześnie średnie wydatki na mieszkańca kształtowały się na poziomie 3 548,23 zł (tj. – stan na 31 XII; przy 3 541,24 zł w zestawieniu na 30 VI).

## Sołectwa
Borowa, Gliny Małe, Gliny Wielkie, Górki, Łysakówek, Orłów, Pławo, Sadkowa Góra, Surowa, Wola Pławska

## Sąsiednie gminy
Czermin, Gawłuszowice, Mielec, Połaniec